# Galerians: Ash
 (juillet 2009).
Si vous disposez d'ouvrages ou d'articles de référence ou si vous connaissez des sites web de qualité traitant du thème abordé ici, merci de compléter l'article en donnant les références utiles à sa vérifiabilité et en les liant à la section « Notes et références ».
Galerians: Ash est la suite de Galerians, c'est un jeu vidéo de survival horror sorti sur PlayStation 2 en Europe en avril 2003.

## Trame

### Résumé
L'intrigue prend place en 2528, six ans après les événements du premier Galerians.
Après avoir détruit le superordinateur Dorothy à l'aide du Virus Program, Rion est victime d'un accident encéphalique et meurt. Lilia place alors immédiatement son corps dans un caisson cryogénique, dans l'espoir de trouver un moyen de le faire revivre un jour.
Cependant, la mort de Dorothy a déclenché un programme de secours conçu spécialement à cet effet. Le Last Galerian Program, censé créer de nouveaux Galerians dont le but est de faire revivre Dorothy et d'en faire le maître du monde, que ses "enfants" auraient totalement asservi.
Les Galerians ayant totalement irradié le monde en annexant les centrales nucléaires et les usines de raffinerie, les humains n'ont eu d'autres choix que de s'abriter dans divers lieux publics, reconvertis en abris antiatomiques, pour survivre.
Mais les efforts de l'armée sont inutiles. Et les abris ne sont pas d'un grand secours en cas d'attaque directe d'un Galerian.
Devant l'urgence de la situation, Lilia, devenue brillante scientifique et doctoresse dans un camp de l'armée, trouve finalement le moyen de faire revenir Rion à la vie, en implantant dans son cerveau les données le concernant, laissées par Dorothy après sa mort.
À peine Rion est-il ressuscité qu'il doit à nouveau risquer sa vie, seul contre ses "petits frères".

### Protagonistes
Rion Steiner
Galerian du fils défunt du Docteur Steiner, le créateur du superordinateur Dorothy. Six ans plus tôt, il exécuta le programme virus et mourut à la suite d'un accident encéphalique. Mais il put continuer d'exister dans les données de sauvegarde du programme Famille laissé par le superordinateur Dorothy. Le programme virus enfermé dans son cerveau est le seul moyen de vaincre les derniers Galerians.
Lilia Pascalle
Fille du Docteur Pascalle, le confrère du Dr Steiner. Six ans plus tôt, à la suite d'une défaillance cérébrale de Rion, elle préserva le corps de ce dernier dans un appareil de conservation superhypothermique. Elle continua ensuite d'effectuer des recherches pour découvrir comment le ramener à la vie. Elle trouva les informations relatives à Rion dans les données de sauvegarde du programm Famille. Cette scientifique de la trempe de son père est respectée de tous.
Cas
Officier commandant de l'armée. Vétéran qui a participé à de nombreux combats. Elle a la confiance de ses soldats, qui savent que l'on peut toujours compter sur elle. Elle méprise le Major Romero. Elle est la seule soldate qui entretient une relation amicale avec Rion. C'est après avoir découvert que les pouvoirs psychiques de Rion étaient efficaces contre leurs ennemis qu'elle a décidé de se rapprocher de lui. Elle est capable de sacrifier sa vie pour sauver une poignée de soldats.
Pat
Pirate informatique et pilote de l'armée. C'est encore un adolescent, mais l'armée l'a engagé en raison de son talent dans le domaine du piratage informatique. Il n'aime pas les contraintes et apprécie de se laisser vivre. Il a compris à part le Docteur Lilia Pascalle et ses confrères la puissance du système immunitaire contre les radiations de Rion et les Galerians.

### Antagonistes
Ash
Le dernier et le plus terrible Galerian jamais créé, programmé pour être lancé en cas de panne ou de destruction du superordinateur Dorothy. Il fut le dernier à naître et Dorothy le baptisa Ash. "Ash" est un mot anglais, ce qui signifie "Cendre", d'où l'expression "réduire en cendres".
Il prend de l'uranium enrichi et utilise son corps pour provoquer des dégâts terribles sur ses victimes. Les neutrons et les rayonnements qu'il répand provoquent la mort de tous les êtres vivants. La combinaison en acier inoxydable qui enveloppe son corps favorise la fusion nucléaire.
Spider
L'un des derniers Galerians. Sa nature complexée en fait un combattant très puissant. Il maudit le fait d'avoir été créé (tout comme Rita dans Galerians) et accuse Rion d'être responsable de sa naissance. Il est toujours accompagné d'une mygale, ce qui prouve son amour pour la nature.
Parano
L'un des derniers Galerians. Le plus cruel et le plus diabolique des Galerians. Il modifie les êtres humains en leur implantant des puces électroniques dans l'œil, pouvant ainsi contrôler leurs corps. Maître dans le maniement du couteau et de la foudre, il aime voir le sang couler. Il s'est fait tuer par Ash car il n'arrivait pas à vaincre Rion.
Nitro
L'une des dernières Galerianes. Elle a une attitude totalement indifférente envers la souffrance et la douleur. Pour elle, le monde est ennuyeux et elle n'éprouve aucun remords lorsqu'elle détruit les choses ennuyeuses.
Romero
Commandant militaire chargé de la surveillance du refuge transformé en air-beagleport. Le refuge a été construit sur une position militaire pour attaquer et démanteler la raffinerie d'uranium enrichi, base d'Ash. De nature faible, ce personnage considère toujours sa propre protection avant tout. Son expérience du combat aux premières lignes est quasi inexistante. Il déteste Rion qui se sert des mêmes pouvoirs psychiques que ses ennemis. Il est un traître embobiné par Ash.

## Système de jeu
Ce jeu est proche de Resident Evil.

## Accueil
- Jeux vidéo Magazine : 9/20[2]
- Jeuxvideo.com : 13/20[3]